# Bugaj (gromada)
Bugaj (od 29 II 1956 Cieciółów) – dawna gromada, czyli najmniejsza jednostka podziału terytorialnego Polskiej Rzeczypospolitej Ludowej w latach 1954–1972.
Gromady, z gromadzkimi radami narodowymi (GRN) jako organami władzy najniższego stopnia na wsi, funkcjonowały od reformy reorganizującej administrację wiejską przeprowadzonej jesienią 1954 do momentu ich zniesienia z dniem 1 stycznia 1973, tym samym wypierając organizację gminną w latach 1954–1972.
Gromadę Bugaj siedzibą GRN w Bugaju (obecnie pod nazwą Stary Bugaj) utworzono – jako jedną z 8759 gromad na obszarze Polski – w powiecie wieluńskim w woj. łódzkim, na mocy uchwały nr 40/54 WRN w Łodzi z dnia 4 października 1954. W skład jednostki weszły obszary dotychczasowych gromad Cieciułów, Bugaj i Bobrowa ze zniesionej gminy Rudniki w tymże powiecie. Dla gromady ustalono 20 członków gromadzkiej rady narodowej.
29 lutego 1956 gromadę zniesiono w związku z przeniesieniem siedziby GRN z Bugaja do Cieciółowa i zmianą nazwy jednostki na gromada Cieciółów.